# The Bracebridge dinner
The Bracebridge dinner es el 31° episodio de la serie de televisión estadounidense Gilmore Girls.

## Resumen del episodio
Christopher llama a Lorelai para preguntarle si Rory puede pasar unos días con él; Lorelai y Sookie esperaban a un grupo de personas que había reservado la posada para una gran fiesta con banquete incluido, sin embargo, una tormenta de nieve les impide llegar hasta Stars Hollow. Para no desperdiciar todo lo preparado, ambas deciden invitar a sus amigos del pueblo, y a pedido de Rory, Lorelai invita también a sus abuelos Emily y Richard. Además, Rory aprovecha que ella no tenía nada planeado e invita a Paris. La cena es representada por Jackson y su primo Rune con trajes ceremoniales ingleses antiguos. Además de la cena, Lorelai prepara un paseo en trineo, y ella toma el mismo carro que Luke. Jess aprovecha la oportunidad para pasear con Rory, ya que Dean se encontraba cuidando a su hermana Clara. En medio del banquete, Richard habla sobre su jubilación pero a espaldas de Emily, y la reacción de esta no se hace esperar; ella se molesta mucho con su esposo y se va para dormir a la habitación de Lorelai y Rory, pero su hija le dice que quizás era lo mejor que Richard podía haber hecho. Más tarde, Emily y Richard se reconcilian, y Dean nota cierto acercamiento entre Rory y Jess.

## Curiosidades
- Cuando Rory saluda a Dean y Clara, tras de ellos están Jess y Luke, y este último se saca el abrigo dos veces.
- Luego de estar mal humorado por varios días, al padre de Lorelai se lo ve muy contento llegando al Independence Inn. Emily, dice a su hija que hace dos días que él está alegre y que no sabe ni le importa mucho por qué; sin embargo, Richard cuenta más tarde que empezó a sentirse feliz cuando renunció a su trabajo, lo que sucedió hace sólo un día.

- Datos: Q11704381